# Bomi
bomi（ボミ、1982年2月26日 - ）は、日本のイラストレーター、原画家、漫画家。女性。平仮名表記のぼみ名義でも活動するほか、成人向け媒体ではあのにむ名義で活動する。

## 経歴
- 2002年3月 日本デザイン専門学校卒業[4]
- 2002年4月 - 2005年3月 株式会社KID原画チームに在籍[4]
- 2005年3月 - 2006年2月 デザイン事務所に在籍、同時にフリーのイラストレーターとして活動[4]
- 2006年3月 - 独立[4]

## 作品リスト

### PCゲーム
- 飛ぶ山羊はさかさまの木の夢を見るか（コトノハ、2007年3月）
- Simらぶっ 〜ひと夏の奇跡〜（DisAbel、2007年9月）
- 剣乙女ノア（TAIL WIND、2007年9月）
- Maria（TAIL WIND、2008年1月）
- ラッキー×クロス（コトノハ、2008年6月）
- 彷徨う魂に安らぎの刻を（DisAbel、2008年6月）
- ふわりコンプレックス（戯画、2009年2月）
- のーぱんつ!!（Molamola.software、2010年8月）
- お前のパンツは何色だ!?（Molamola.software、2011年12月）

### コンシューマーゲーム
- 12RIVEN -the Ψcliminal of integral-（サイバーフロント）
  - PlayStation 2（2008年3月）
  - PlayStation Portable（2009年4月）
- ゾンビ イン ワンダーランド - Wiiウェア（AKAONI STUDIO・販売：マーベラスエンターテイメント、2010年3月）
- 限界凸騎 モンスターモンピース - PlayStation Vita（2013年1月）（コンパイルハート）
- フェアリーフェンサー エフ - PlayStation 3（2013年10月）（コンパイルハート）

### その他ゲーム
- ステア（ゲームポット、2006年5月）
- Soundness Online（ビジュアル・ファースト、2009年2月）
- ブラウザMC☆あくしず（マーベラスAQL、2012年 - ）
- 精霊ファンタジア（オルトプラス、2012年 - ）
- 千年戦争アイギス（株式会社DMM.comラボ、2013年 - ）

### イラスト

#### 小説挿絵
- アリアンロッド・リプレイ・ハートフルシリーズ（著：久保田悠羅・F.E.A.R、富士見書房・富士見ドラゴンブック、2006年11月 - 2008年4月）
- アストロノト!シリーズ（著：赤松中学、メディアファクトリー・MF文庫J、2007年11月 - 2008年4月）
- サージャント・グリズリー（著：彩峰優、エンターブレイン・ファミ通文庫、2008年1月）
- 渚フォルテッシモ4・5（著：城崎火也、メディアファクトリー・MF文庫J、2008年10月 - 2009年5月）

#### その他
- 星座占い「NEWTYPE HOROSCOPE」（角川書店・月刊ニュータイプ、2008年3月 - 2010年2月）
- 「おた にゅ〜す」（三才ブックス・ゲームラボ、2008年3月 - 2009年2月）
- 「同人わーるど」（三才ブックス・ゲームラボ、2008年3月 - 2014年）
- トレーディングカードゲーム「WIXOSS」（タカラトミー2014年 - ）

### 漫画

#### 連載
- 「まおまお!」（ファンタジスタ・マンガナビ「毎日4コママンガ」、2008年10月 - 2009年9月）
- 「けものの」（宙出版・ロマンスティアラ、Vol.6 - Vol.8 - 休刊）
  - 「けもののの」（原作協力：木瓜庵・けむん、宙出版・NextComicファースト、2010年1月15日号 - 2010年12月15日号）
- 「吾輩はタマである」（原作協力：木瓜庵、一迅社・まんがぱれっとLite、Vol.21 - Vol.34）
- 「ゆーゆる執行部」（原作協力：木瓜庵、角川書店・月刊少年エース、2009年12月号 - 2012年8月号、4コマnanoエース、Vol.1 - Vol.14）
- 「僕は友達が少ない はがない日和」（原作：平坂読・木瓜庵、メディアファクトリー・月刊コミックアライブ、2012年10月号 - 2013年4月号）
- 「しままん」（原作：木瓜庵、角川書店・月刊少年エース、2013年3月号 - 2014年3月号）
- 「魔弾の王と聖泉の双紋剣」（原案：川口士、原作：瀬尾つかさ、集英社・水曜日はまったりダッシュエックスコミック、2021年8月21日 - 2023年4月29日）
- 「ガールズフィスト!!!!」（原作：木瓜庵、企画・立案：ガールズフィスト!!!! プロジェクト、KADOKAWA・月刊デンプレコミック（電撃PlayStation付録）、＃20（Vol.666） - ＃37（Vol.683））

#### 読切
- 涼宮ハルヒの祝祭 ハルヒコミックアンソロジー「SOS団の休息」（角川書店、2009年7月）
- 「中二病でGO!!」邪気眼4コマ「なりきり!」（スクウェア・エニックス・ガンガンノベルズ、2009年11月）
- サマーウォーズ 公式コミックアンソロジー漫画「サマーパラノイア」（角川書店、2010年7月）
- ROBOTICS;NOTES 電撃コミックアンソロジー漫画「アキちゃんかわいい」（アスキーメディアワークス、2012年11月）
- 僕は友達が少ない 公式アンソロジーコミック3漫画「ヴァーチャル大阪夏の陣！」（シナリオ：木瓜庵）（メディアファクトリー、2013年1月）

## 既刊一覧
- ゆーゆる執行部（角川書店・角川コミックス・エース・エクストラ）
  1. 第1条、2010年12月4日初版発行、ISBN 978-4-04-715596-1
  2. 第2条、2011年12月3日初版発行、ISBN 978-4-04-120027-8
  3. 第3条、2012年8月3日初版発行、ISBN 978-4-04-120347-7
- 吾輩はタマである（一迅社・4コマKINGSぱれっとコミックス）
2011年2月5日初版発行、ISBN 978-4-7580-8107-8
- けもののの (宙出版・Next comics)
2011年3月29日初版発行、ISBN 978-4-7767-3078-1
- 僕は友達が少ない はがない日和 (メディアファクトリー・MFコミックス アライブシリーズ)
2013年3月29日初版発行、ISBN 978-4-8401-5033-0
- しままん（角川書店・角川コミックス・エース）
  1. 2013年8月26日初版発行、ISBN 978-4-04-120820-5
  2. 2014年2月26日初版発行、ISBN 978-4-04-121005-5